# Издательство Техасского университета
Изда́тельство Теха́сского университе́та (англ. University of Texas Press, UT Press) — научное книжное издательство Техасского университета.
Первые книги, в которых было указано издательство, были напечатаны по просьбе работников университета в 1922 году. Однако официальной датой основания издательства является 1950 год. Издательство публикует и продаёт книги и ряд журналов по темам исследований Латинской Америки, Техаса, антропологии, латиноамериканской диаспоры в США, исследования о коренных жителях США, афроамериканцах, кино- и медиа- исследования, классики и древнего и современного Ближнего Востока, естественнонаучные издания, а также книги и журналы про искусство и архитектуру.

## Издаваемые журналы
По состоянию на сентябрь 2016 года издательство печатает 10 журналов
- Asian Music[англ.] (раз в полгода) — ISSN 0044-9202, eISSN 1553-5630
- Cinema Journal[англ.] (ежеквартальное издание) — ISSN 0009-7101, eISSN 1527-2087
- Information & Culture[англ.] (ежеквартальное издание) — ISSN 2164-8034, ISSN 1932-4855, ISSN 0894-8631, eISSN 1534-7591
- Journal of the History of Sexuality[англ.] (издаётся трижды в год) — ISSN 1043-4070, eISSN 1535-3605
- The Journal of Individual Psychology[англ.] (ежеквартальное издание) — ISSN 1522-2527
- The Journal of Latin American Geography[англ.] (издаётся трижды в год) — ISSN 1545-2476, eISSN 1548-5811
- Latin American Music Review[англ.] (раз в полгода) — ISSN 0163-0350, eISSN 1536-0199
- Studies in Latin American Popular Culture[англ.] (ежегодное издание) — ISSN 0730-9139, eISSN 2157-2941
- Texas Studies in Literature and Language[англ.] (ежеквартальное издание) — ISSN 0040-4691, eISSN 1534-7303
- The Velvet Light Trap[англ.] (раз в полгода) — ISSN 0149-1830, eISSN 1542-4251

### Журналы, издание которых прекращено
- Archaeoastronomy: The Journal of Astronomy in Culture[англ.]
- Art Lies[англ.]
- Genders[англ.] — ISSN 0894-9832
- The Joyce Studies Annual[англ.] — ISSN 1049-0809
- The Latin American Research Review[англ.]
- Social Science Quarterly[англ.]
- Southwestern Historical Quarterly[англ.]

### Планирующиеся к изданию журналы
- US Latina & Latino Oral History Journal[англ.] (ежегодное издание), планируемая дата выпуска: 2017 год[5].

## Директора издательства
- Фрэнк Уорлдо (англ. Frank H. Wardlaw): 1950—1974
- Филип Джонс (англ. Philip Jones): 1975—1977
- Джон Кайл (англ. John H. Kyle): 1977—1991[3]
- Джоанна Хитчкок (англ. Joanna Hitchcock): 1992—2011
- Дэвид Хэмрик (англ. David Hamrick): 2011 — настоящее время[6]